# Чайлз, Джордан
Джо́рдан Люселла Элизабет Чайлз (англ. Jordan Lucella Elizabeth Chiles, род. 15 апреля 2001, Туолетин) — американская гимнастка. Неоднократный призёр чемпионата США. Бронзовый призёр этапа Кубка мира в Штутгарте 2018 года в абсолютном первенстве. Серебряный призёр Олимпийских игр 2020 в Токио.
Её назвали в честь американского баскетболиста Майкла Джордана.

## Биография

### Ранние годы
Чайлз родилась в Туалатине, штат Орегон, 15 апреля 2001 года в семье Тимоти и Джины Чайлз. Её назвали в честь американского баскетболиста Майкла Джордана. Она одна из пяти детей. Выросла в Ванкувере, штат Вашингтон, но в 2019 году переехала в Спринг, штат Техас, для того, чтобы тренироваться вместе с американской гимнасткой и олимпийской чемпионкой Симоной Байлз в World Champions Centre.

### Гимнастическая карьера

#### 2013—2014
Чайлз дебютировала в American Classic в 2013, где выиграла бронзовую медаль, уступив Ариане Аграпидес (золото) и Лори Эрнандес. На чемпионате США по спортивной гимнастике (The USA Gymnastics National Championships) в 2013 году она заняла одиннадцатое место в многоборье, а также заняла шестое место в прыжках в высоту. Она так же попала в состав юниорской национальной сборной.
Она дебютировала на международном уровне на турнире City of Jesolo Trophy в 2014 году. Она выиграла золотую медаль с командой и заняла шестое место в многоборье. В финале соревнований Чайлз заняла второе место в опорном прыжке, уступив своей напарнице по команде Бейли Ки. Затем она участвовала в The USA Gymnastics National Championships 2014 года, где заняла четвёртое место в многоборье. Она выиграла бронзовые медали как в опорном прыжке, так и в вольных упражнениях. Её снова пригласили в юниорскую сборную.

#### 2015—2016
Она заняла четвёртое место в многоборье и выиграла золотую медаль в прыжках в высоту на The USA Gymnastics National Championships 2015 года и была вновь отобрана в юношескую сборную.
Чайлз соревновалась в International Gymnix 2016 в Монреале вместе с Эммой Малабуйо, Габби Переа и Динн Соза, и они выиграли золотую медаль в командных соревнованиях юниоров. Затем Чайлз выиграла золотую медаль в финале соревнований по опорным прыжкам.

#### 2018
18 марта Чайлз дебютировала за сборную на Кубке мира по спортивной гимнастике, где заняла третье место после Чжан Цзинь из Китая и Элизабет Зайц из Германии, показав самые высокие результаты соревнований в опорном прыжке. 8 апреля Чайлз была включена в состав команды для участия в Pacific Rim Gymnastics Championships. Она выиграла командное золото, а также золото в опорных и вольных упражнениях и бронзу на бревне.

#### 2019—2020
В июне выяснилось, что Чайлз сменила спортивный зал, оставив Naydenov Gymnastics в своём родном городе Ванкувер, штат Вашингтон, и переехала в Спринг, штат Техас, чтобы тренироваться в World Champions Centre, в том же зале, в котором тренировалась Симона Байлз.

#### Олимпийские игры
На Олимпийских играх Чайлз выступила в квалификации в многоборье. Она заняла 40-е место, выступив в нескольких дисциплинах: на брусьях она задела ногой землю во время перехода между брусьями, получив сбавку, эквивалентную падению. Её выступление помогло сборной США выйти в командный финал, заняв второе место после Олимпийского комитета России.
Во время командного финала Чайлз изначально должна была соревноваться только в опорных и вольных упражнениях. Однако Симона Байлз снялась с соревнований после первого вращения, и Чайлз заменила её на брусьях и бревне. Она выполнила оба этих упражнения, несмотря на то, что ни в одном из них не разогревалась, но упала на третьем подходе в вольных упражнениях. Соединённые Штаты выиграли серебряную медаль, заняв второе место после Олимпийского комитета России.